# Музей кераміки Принцесегоф
Музей кераміки Принцесегоф (нідерландською : Keramiekmuseum Princessehof) — музей кераміки в місті Леуварден у Нідерландах.
Назва музею походить від однієї з двох будівель, у яких він розміщений: невеликий палац (hof означає «королівський двір»), побудований у 1693 році та пізніше придбаний Марією Луїзою Гессен-Кассельською (1688—1765).
Інша будівля — добудована при колишній фортеці 15 століття. Цікаві будівлі музею, у яких розміщені колекція кахлів, кераміки та керамічної скульптури.
Нідерландський художник-графік М. К. Ешер, відомий натхненними математикою концептуальними літографіями, гравюрами на дереві й металі, в яких він досліджував пластичні аспекти понять нескінченності і симетрії, особливості психологічного сприйняття складних тривимірних об'єктів, народився в 1898 році в середньому будинку

## Історія будівлі
1731 року будівлю придбала Марія-Луїза, яка з невеликим двором переїхала до Принцесгофу в Леувардені після того, як вона пішла з посади регента після досягнення її сином Вільгельма IV повноліття. З часом вона зібрала велику колекцію порцеляни.
Після її смерті будівлю було розділено на три будинки, і один з яких придбав нотаріус Леувардена Нанне Оттема (1874—1955). Разом з дружиною Грієтє Кінгма він колекціонував твори мистецтва. 1917 року вони заснували музей, основою колекції якого стала колекція порцеляни, зібрана Марією-Луїзою, і окрасою якої є кераміка розміщена в старовинній їдальня в стилі бароко.

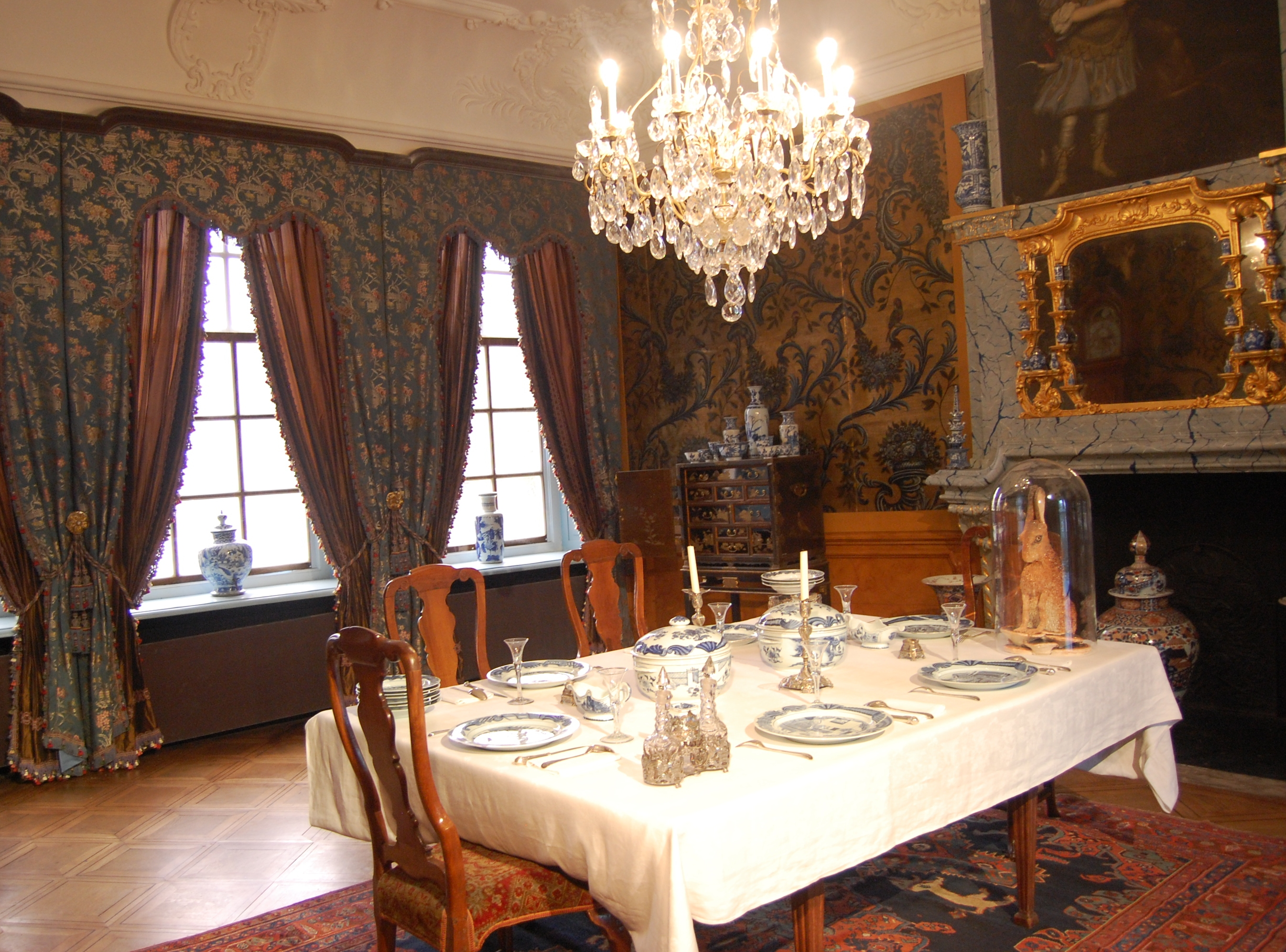
Їдальня Марії Луїзи Гессен-Кассельської в стилі бароко

## Кераміка
Фонд Оттема-Кінгма зберігає традиції засновників музею, забезпечуючи доступ відвідувачам до онлайнової бази колекції та пов'язаної з нею бібліотеки.. Фонд також є офіційним власником колекції азійської кераміки, яка містить предмети від 2800 року до нашої ери до 20 століття. Окрім азійської колекції, є також широкий асортимент європейської та деяких ісламських керамічних виробів.
У музеї також постійно експонується колишня майстерня голландського кераміста Яна ван дер Варта.
У музеї часто проводяться виїзні художні виставки.

## Колекції музею
- Азійська, зокрема китайська кераміка та порцеляна 2800 р. до н. е.-1900 р. н. е.
- Кахлі та посуд з Близького Сходу (ісламські країни).
- Європейська кераміка (зокрема Порцеляна Веджвуд, Майсенська порцеляна) 15-19 століття
- Предмети модерну та Ар-декоз фаянсу та порцеляни, бл. 1885—1940 років
- Сучасні керамічні предмети (близько 1950-х років)
- Повністю умебльована майстерня нідерландського кераміста Яна ван дер Варта
- Їдальня в стилі бароко принцеси Марії Луїзи Гессен-Кассельської з чудовою порцеляною

## Галерея
Вибір творів зі збірки:

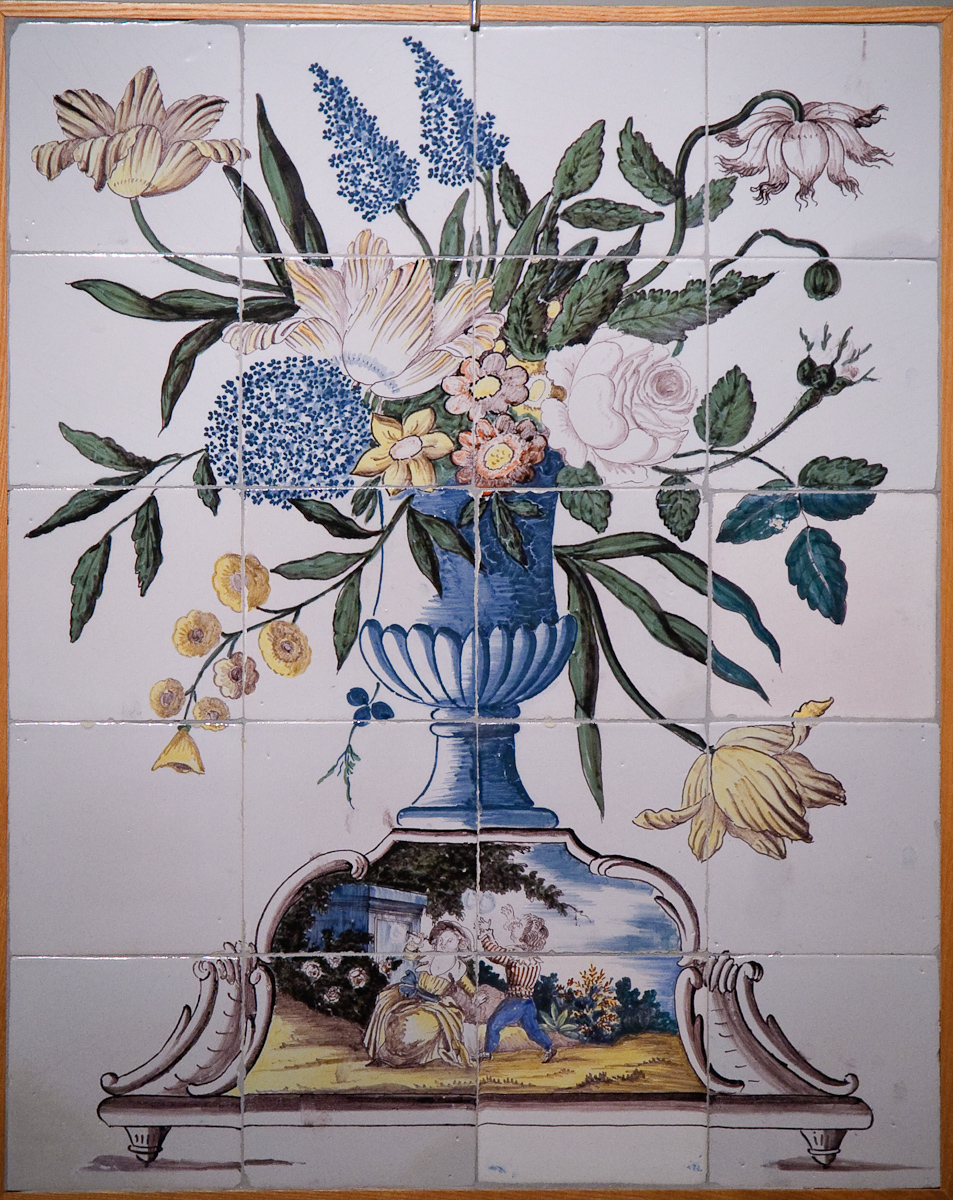
Плитка квітковий розпис
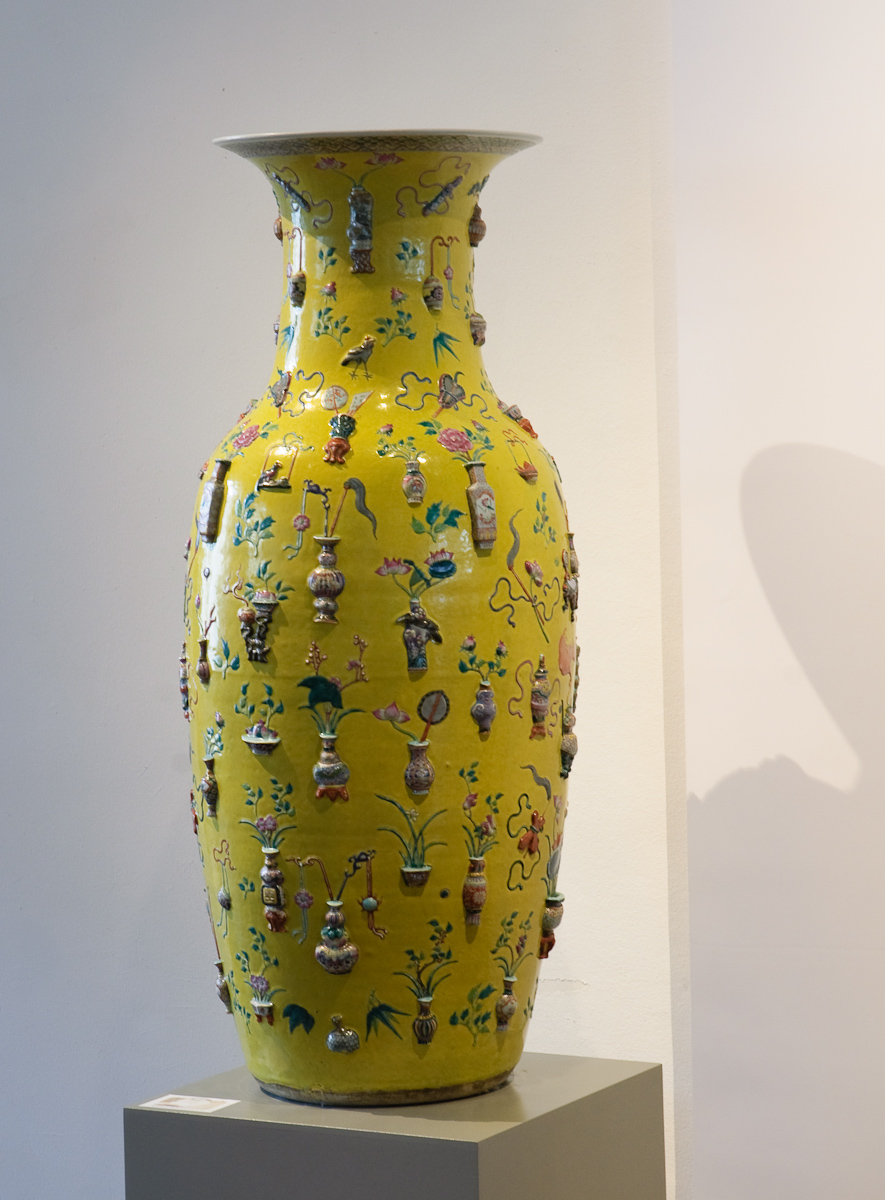
Жовта ваза
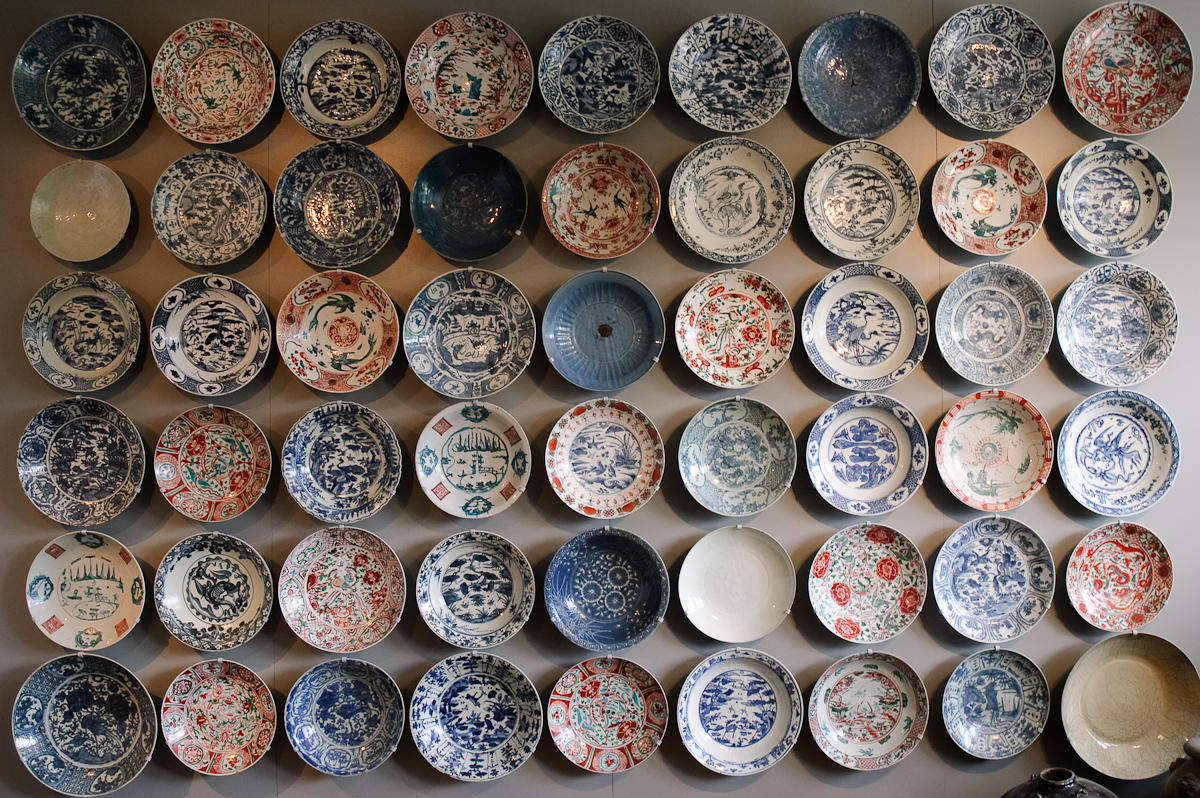
Стіна китайських тарілок Чжанчжоу
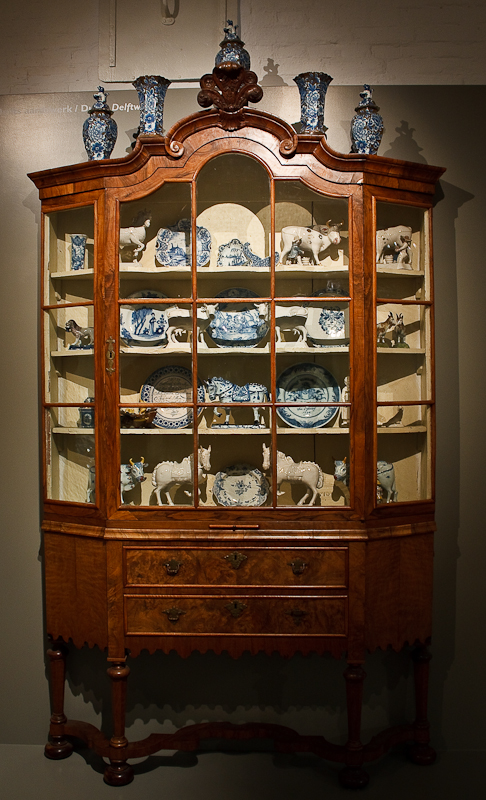
Делфтська порцеляна
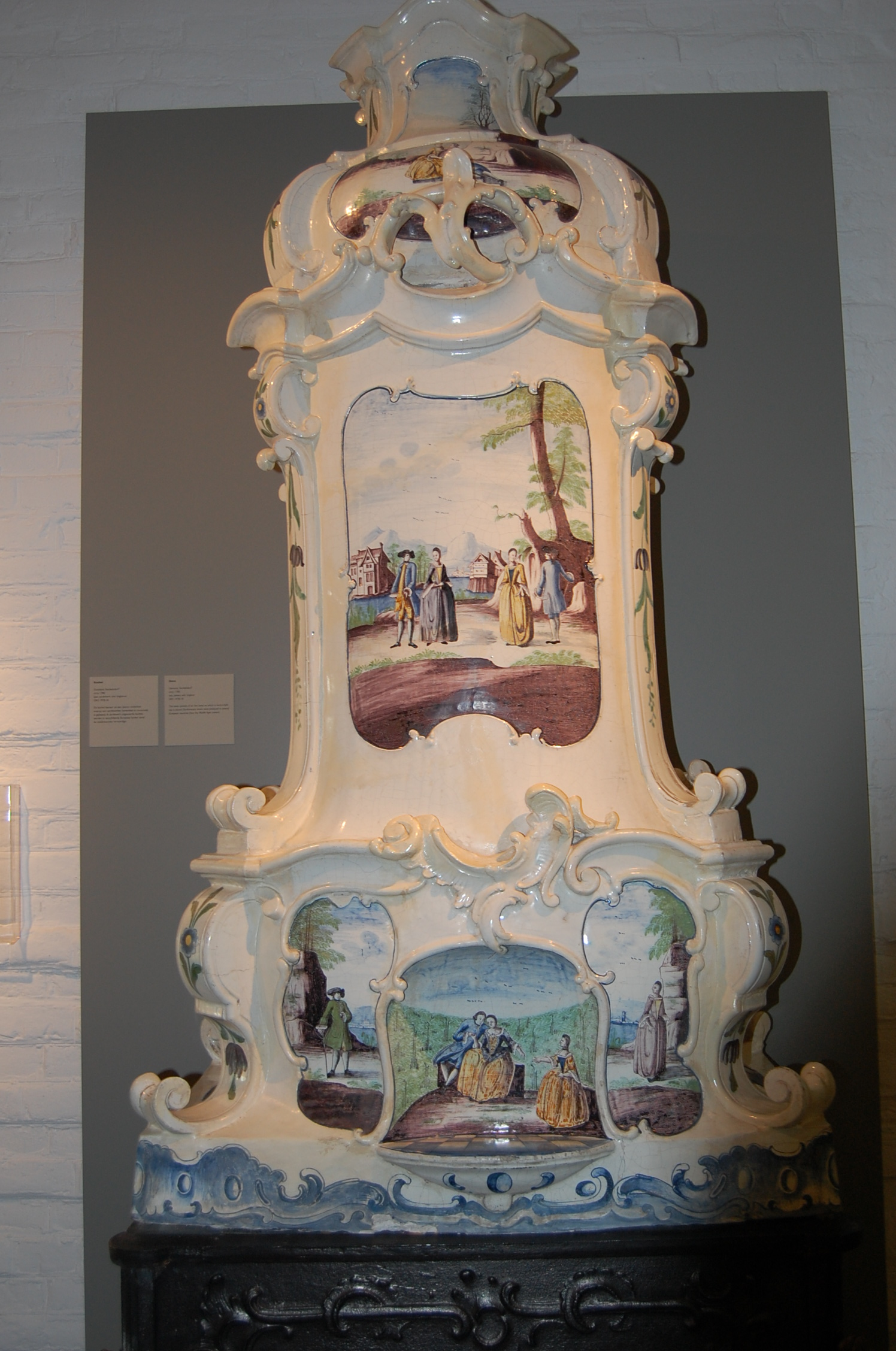
Камінна полиця
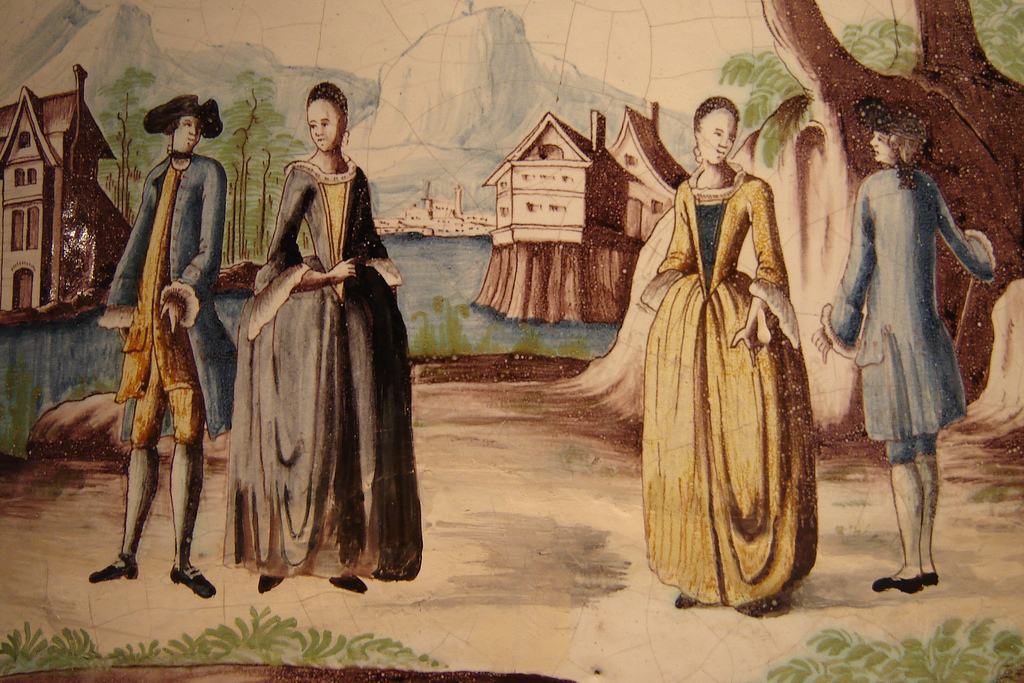
Фарфоровий розпис на камінній полиці